# Малури (Вранча)
Малури (рум. Maluri) насеље је у Румунији у округу Вранча у општини Вултуру. Oпштина се налази на надморској висини од 19 m.

## Становништво
Према подацима из 2002. године у насељу је живело 696 становника, од којих су сви румунске националности.